# ÖFB-Cup 1973-1974
La ÖFB-Cup 1973-1974 è stata la 40ª edizione della coppa nazionale di calcio austriaca.

## Ottavi di finale
| Squadra 1            | Risultato       | Squadra 2               |
| -------------------- | --------------- | ----------------------- |
| 24 novembre 1973     |                 |                         |
| Wr. Neustädter       | ? - ? (5-3 dtr) | Radenthein/Villacher SV |
| Austria Klagenfurt   | 1 - 2 (dts)     | Dornbiner SV            |
| Austria Salisburgo   | 2 - 1           | Eisenstadt              |
| 2 dicembre 1973      |                 |                         |
| Donawitzer SV Alpine | ? - ? (9-8 dtr) | VÖEST Linz              |
| 4 dicembre 1973      |                 |                         |
| SSW Innsbruck        | 2 - 1           | LASK                    |
| 16 febbraio 1974     |                 |                         |
| Austria/WAC          | 3 - 0           | St. Veit                |
| 23 febbraio 1974     |                 |                         |
| FS Elektra           | 1 - 2           | Rapid Vienna            |
| 27 febbraio 1974     |                 |                         |
| Wiener SC            | 1 - 3           | Admira/Wacker           |

## Quarti di finale
| Squadra 1            | Risultato | Squadra 2            |
| -------------------- | --------- | -------------------- |
| 6 marzo 1974         |           |                      |
| Wr. Neustädter       | 1 - 2     | SSW Innsbruck        |
| Admira/Wacker        | 1 - 2     | Austria/WAC          |
| Austria Salisburgo   | 0 - 0     | Donawitzer SV Alpine |
| Rapid Vienna         | 3 - 0     | Dornbiner SV         |
| 3 aprile 1974        |           |                      |
| SSW Innsbruck        | 4 - 0     | Wr. Neustädter       |
| Austria/WAC          | 3 - 0     | Admira/Wacker        |
| Donawitzer SV Alpine | 1 - 3     | Austria Salisburgo   |
| Dornbiner SV         | 0 - 5     | Rapid Vienna         |

## Semifinale
| Squadra 1          | Risultato | Squadra 2          |
| ------------------ | --------- | ------------------ |
| 17 aprile 1974     |           |                    |
| Rapid Vienna       | 2 - 6     | Austria/WAC        |
| SSW Innsbruck      | 1 - 2     | Austria Salisburgo |
| 22 maggio 1974     |           |                    |
| Austria/WAC        | 4 - 1     | Rapid Vienna       |
| Austria Salisburgo | 1 - 1     | SSW Innsbruck      |

## Finale
| Squadra 1          | Risultato | Squadra 2          |
| ------------------ | --------- | ------------------ |
| 29 maggio 1974     |           |                    |
| Austria/WAC        | 2 - 1     | Austria Salisburgo |
| 12 giugno 1974     |           |                    |
| Austria Salisburgo | 1 - 1     | Austria/WAC        |